# Pseudonthobium monteithianum
Pseudonthobium monteithianum är en skalbaggsart som beskrevs av Olivier Montreuil och André Théry 2011. Pseudonthobium monteithianum ingår i släktet Pseudonthobium och familjen bladhorningar.
Artens utbredningsområde är Nya Kaledonien. Inga underarter finns listade i Catalogue of Life.